# カラチャイ人
カラチャイ人（カラチャイ・バルカル語: къарачайлыла または、単数алан、複数аланла）とは、北コーカサスに住むテュルク系民族である。人種はモンゴロイドをベースにコーカソイドの血も濃厚に混じっている。

## 歴史
カラチャイ人はキプチャクの血統を引くテュルク系民族で、ダゲスタン共和国に住むクムイク人とその言語を共有している。トルコ語でカラチャイとは「黒い川」の意である。
キプチャクは11世紀にコーカサスに至った。アラニア王国が中世に建設され、その首都がマガスに置かれたが、アルヒズに逗留した創始者も居り、その山中には現在のカラチャイ人が住みついたが、現在のイングーシ共和国や北オセチア共和国に居住した者も居た。14世紀、アラニア王国はティムール朝によって破壊され、人口の多くは殺された他方、山中に逃げ込んだ者も居た。ティムール朝の侵入によってこの地域はイスラム教へと改宗した。
1828年、ロシア帝国がカラチャイを含むコーカサスに侵略した。この年の10月20日にハサウキンスコエの戦いが起こると、エマヌエル率いるロシア皇帝軍は163人を殺傷した。その後、ドズルトゥにロシア軍が接近すると、カラチャイの年長者はロシアの首長に会って、虐殺の回避及び帝国への編入の合意を行った。
ロシア帝国に編入された後も、役所や裁判等も含むカラチャイ独自の統治機構はそのまま続いた。近隣のイスラム教徒もカラチャイの風習とシャリーア法とを基礎にした交流が続いていた。カラチャイ人の戦士は権力への恭順を示し、軍に割り当てられた。

カラチャイ人の士官。1917年8月31日ペトログラード

1831年から1860年にかけて、カラチャイ人はコーカサスの人々によって実行された反ロシア争闘に参加した。1861年から1880年にかけてはロシア軍の報復から逃れる為に、多くのカラチャイ人がオスマン帝国へと逃れた。
1942年、ナチス・ドイツはカラチャイの居住地域を統治するカラチャイ国家委員会の組織を許可した。カラチャイもまた独自の警察軍を組織し、ドイツ国防軍と共闘する軍隊を設立した。この両者の関係はロシアがこの地域の支配権を取り戻す1943年11月まで続き、カラチャイ人はドイツとの関係を咎められた。8万人程居た人口の大多数は強制的にカザフ・ソビエト社会主義共和国やキルギス・ソビエト社会主義共和国、ウズベク・ソビエト社会主義共和国に移住させられた。初めの二年間は飢餓や疾病が死亡理由の35%を占め、28000人居た子供に関しては78%の22000人が死した。

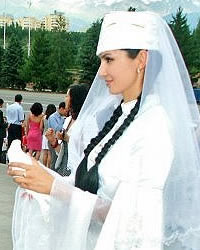
伝統的装束に身を包んだカラチャイ人の女子

## 地理
バルカル人とノガイ族と共にカラチャイ人は中央コーカサスの谷や丘を占める民族である。具体的にはクバン川、マルカ川、バクサン川、チェレク川などの谷である。
カラチャイ人とバルカル人はそれぞれの民族の象徴を非常に大切にする民族である。エルブルス山はヨーロッパ最高峰（コーカサスを含めた場合）で標高5642mを誇る二つの峰を持つ山であり、無論この地域の最高峰である。

## 言語と宗教
カラチャイ・バルカル語のカラチャイ人の方言はテュルク諸語の北西方言に由来している。ダゲスタンの北東に住むクムイク人はクムク語と云うカラチャイ人と同じ言語を話している。
カラチャイ人の多くは現在でもイスラム教徒である。

## ディアスポラ
多くのカラチャイ人は19世紀のロシア帝国への編入の後に現在のトルコへ移住した。また、カラチャイ人は1944年にヨシフ・スターリンによって強制的にカザフ、キルギス、ウズベクに移住させられた。ニキータ・フルシチョフの時代には多くのカラチャイ人が中央アジアから送還された。今日、カラチャイ人の大きなコミュニティはアフィヨンカラヒサールを中心とするトルコ、ウズベキスタン、アメリカ合衆国、ドイツにみられる。

## 文化
カラチャイ人のコーカサス山脈による隔絶はカラチャイ人の独特な特徴を生み出す一つの原因となっている。
カラチャイ人は家や氏族に分かれたコミュニティに生活している。ツクムと呼ばれる氏族は家族の血統を基礎にしており、おおよそ32のツクムが存在している。
カラチャイ人は非常に独立しており、伝統や風習が色濃く残っており、それは彼らの生活を様々な面で規定している。例えば、結婚や葬式、家族の定義等である。彼らは家族やツクムに対して非常に忠実であり、来客の気に障る事はしない性格である。また、臆病である事が男性にとっては最も恥ずべき事となっている。

## ギャラリー

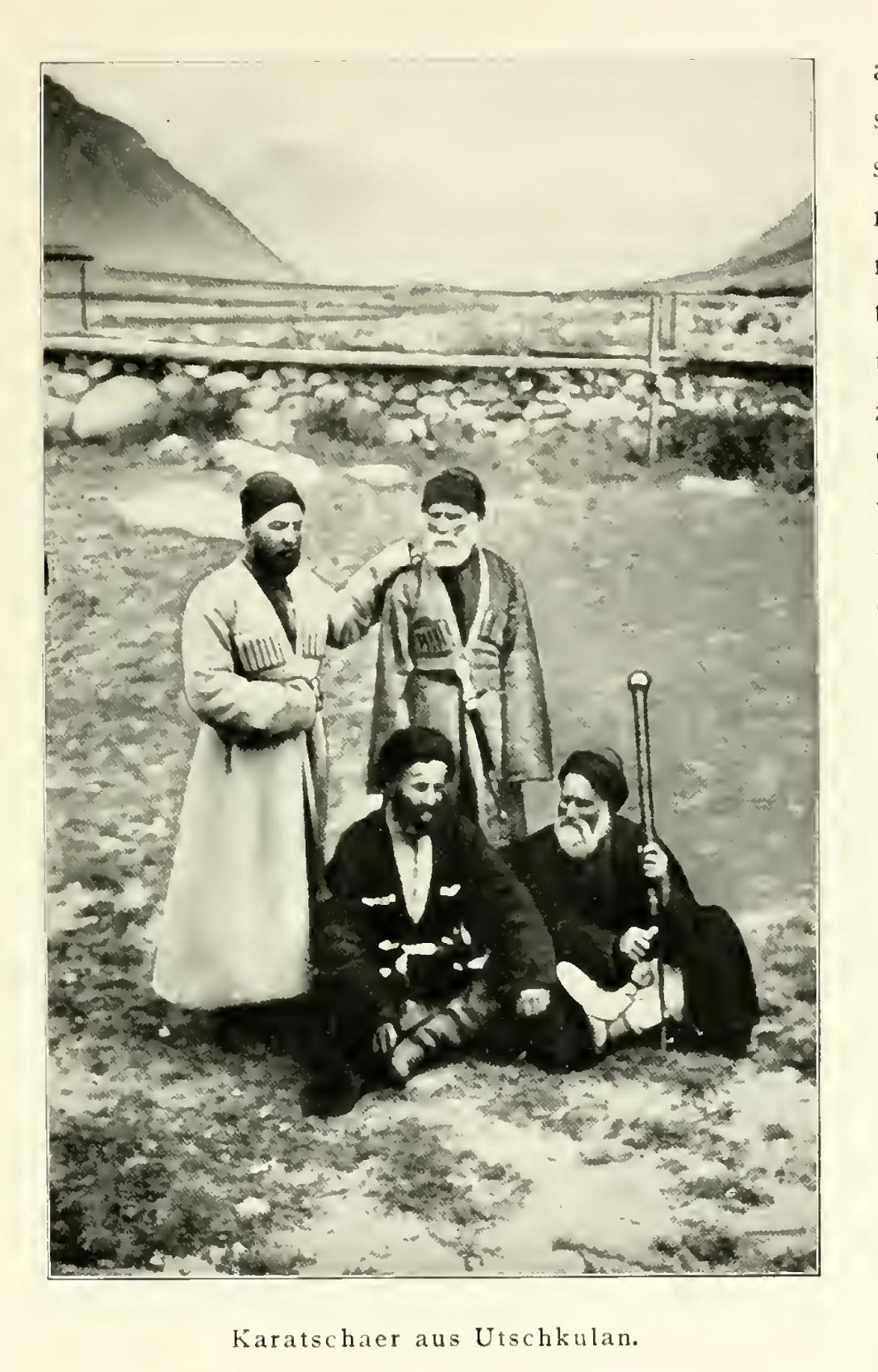
ウチュクランからのカラチャイ人、1905-1907年頃
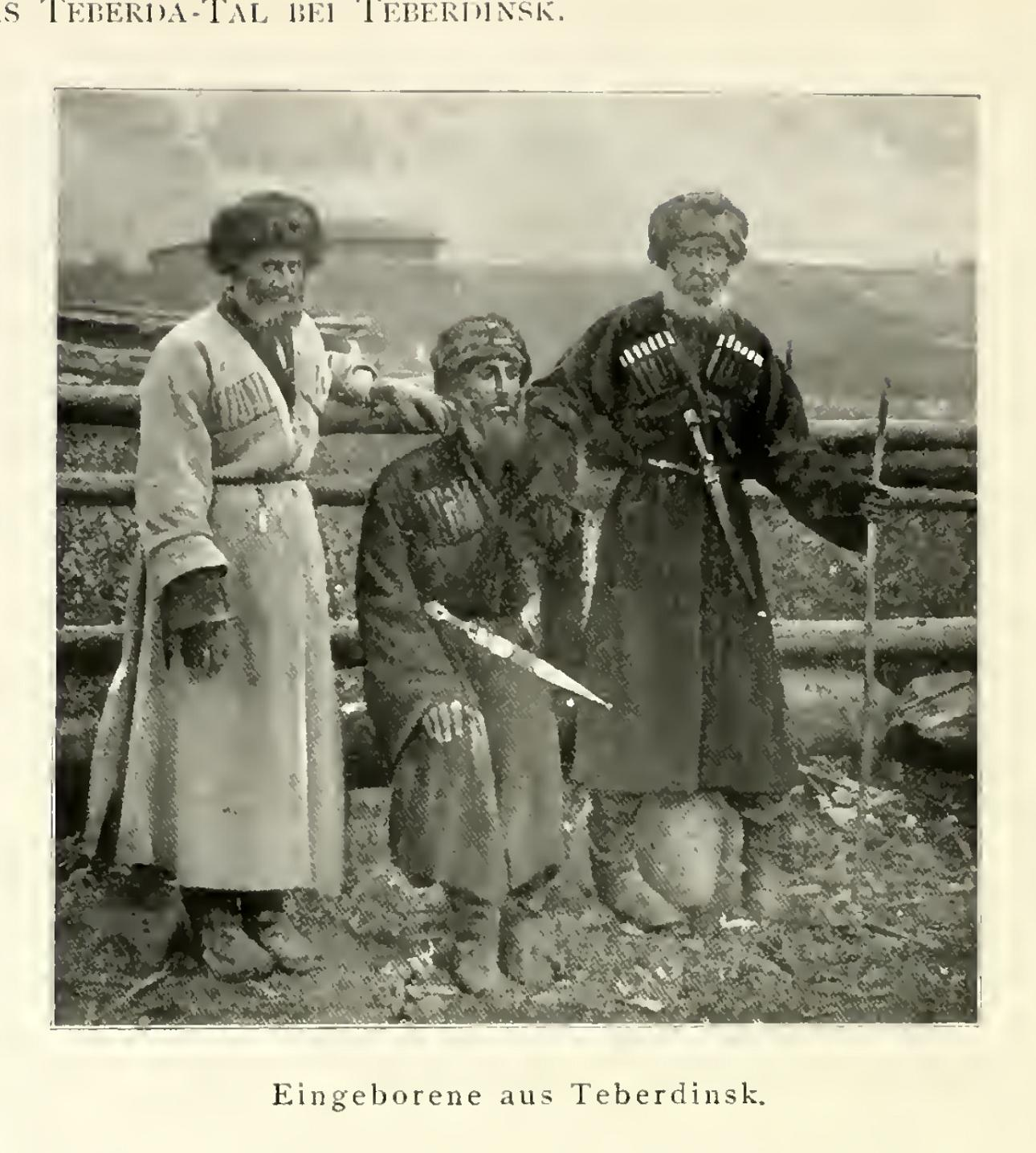
テベルディンスクのカラチャイ人、1905-1907年頃
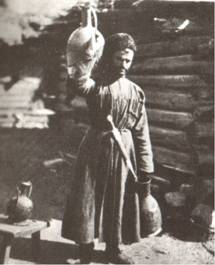
伝統的衣裳に身を包んだカラチャイ人男性、20世紀初頭
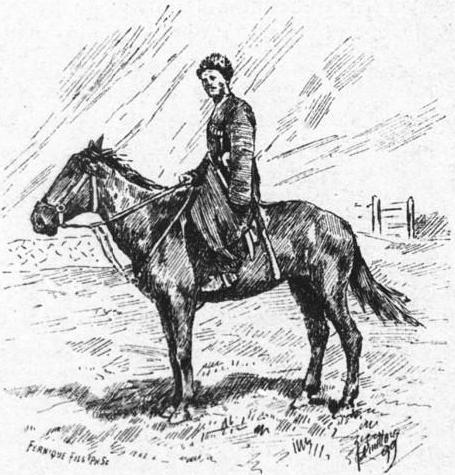
カラチャイ人騎兵、1899年